# Berry Oakley
Berry Oakley (Chicago, 4 de Abril de 1948 - Macon, 11 de Novembro de 1972) foi baixista e um dos membros fundadores do The Allman Brothers Band.

## Carreira
Nascido Raymond Berry Oakley III, cresceu no subúrbio em Park Florest, em Ilinois, começou como um guitarrista, tocando regularmente em uma banda local, a Shanes, durante os anos 60. O grupo abriu muitas vezes por atos nacionais, sendo Tommy Roe tendo a banda como apoio, o Roemans´s, com quem Oakley ofereceu para ficar como baixista (sendo regular do grupo a ser elaborado). Embora ele nem sequer possui um baixo no momento, Oakley perseverou, caiu fora da escola, e se juntou aos Roemans em tempo integral. Mas Oakley junto com a banda não durou muito, já que ele acabou na Flórida, emprestando seus talentos para diversas bandas de praia. Até o final da década, Oakley foi convidado pelo guitarrista Duane Allmanpara participar de um novo grupo que estava se formando, mas o baixista concordou em juntar-se apenas com uma condição, que o guitarrista e amigo Dickey Betts fosse incluído também. Um acordo foi feito,  Oakley  Betts, Allman, o tecladista e cantor Gregg Allman, além dos bateristas, Butch Trucks e Jaimoe Johnson, formando a ssimAa llman Brothers Band.
O grupo era especializado em uma forma ligeiramente mais pura do estilo blues-rock que inúmeros outros grupos foram entregando-se (Led Zeppelin, Cream, Jeff Beck Group, etc.), e um contrato de gravação com a Polydor Records que logo a seguir levou o grupo gravar alguns álbuns de sucesso (1969 de The Allman Brothers Band e 1970 Idlewild Sul), como o sexteto excursionou os EUA implacavelmente tornando-se um dos mais qualificadas bandas "Jam" da época. Embora a maioria era focada em harmonias de guitarra gêmea, fluidos e melódicos de Dickey e Duane e Gregg nos vocais. Foi Oakley que muitas vezes mantinha as músicas juntos. Foi também nessa época que Oakley começou a tocar um baixo que ele associava ao longo da sua breve carreira, uma Fender que ele modificou-se, apelidado de "trator". Sucesso da descoberta foi ao virar da esquina para a banda, como eles capturaram o sucesso e a magia do show ao vivo em 1971, sendo um clássico, no Fillmore, que se tornou um sucesso considerável. Mas, assim como todo seu trabalho duro estava começando a pagar grande, os Allman Brothers sofreram seu primeiro golpe, no mesmo ano o vocalista Duane Allman faleceu de ferimentos sofridos em um acidente de moto no dia 29 de outubro, em Macon, GA. Os Allmans terminaram seu próximo álbum (que estava completo quando Allman morreu), Eat a Peach, que se tornou o primeiro Top Ten do grupo atingido logo após o lançamento. Um ano após a morte de Duane, as coisas começaram a voltar a olhar positivo para o grupo. A banda viveu juntos em uma casa em Macon (incluindo Oakley), Berry como baixista assumiu o lugar de Duane como" líder "do grupo.

## Morte
Mas em 11 de Novembro de 1972, um raio atingiu duas vezes o mesmo lugar, Oakley se envolveu em um acidente de motocicleta em Macon, Georgia, colidindo com um ônibus a três quadras do local onde Duane Allman sofrera um acidente fatal um ano antes. Oakley recusou tratamento, voltou pra casa e três horas depois foi hospitalizado, falecendo vítima de traumatismo craniano e hemorragia interna.
Oakley foi enterrado ao lado de Duane Allman no Carnation Ridge of Rose Hill Cemetery, em Macon. Em 1998 ele foi homenageado pela Câmara Estadual de Georgia, que assinou um decreto designando a ponte na Rodovia Estadual 19 em Macon, Georgia, como "Ponte Raymond Berry Oakley III".

## Allman Brothers (continuação)
O grupo seguiu em frente mais uma vez, com o recém-chegado Lamar Williams tomando o lugar de Oakley. Espelhando as mesmas circunstâncias da morte de Allman, Oakley já tinha completado várias faixas com o grupo para um próximo álbum, que foi lançado um ano mais tarde, irmãos e irmãs . Anos mais tarde, o filho de Oakley, Berry Oakley, Jr, finalmente ganhou a posse do baixo de seu pai "Tractor", que ele tocou brevemente em sua própria banda, Bloodline . Ao perceber o valor deste instrumento one-of-a-kind, o baixo estava aposentado, mas não antes de a empresa Fender copiar suas especificações e buscou no mercado um Berry Oakley baixo Modelo em algum momento no início do século XXI. Foi liberado o arquivo Allmans no início dos anos 90, 1991 deLive at Ludlow Garage e 1992 do Fillmore shows .